# Выбраковка цыплят
Выбраковка цыплят или умерщвление нежелательных цыплят — это процесс отделения и умерщвления нежелательных цыплят (самцов и нездоровых самок), которые не могут быть использованы в индустрии животноводства. Это действие используется при любой форме промышленного производства яиц: «классической клеточной», «органической», «свободного выгула», хотя некоторые сертифицированные фермы-пастбища по производству яиц предпринимают шаги по полному искоренению этой практики. Во всём мире в яичной промышленности ежегодно отбраковывается около семи миллиардов цыплят-самцов. Поскольку цыплята-самцы (будущие петухи) не несут яйца и непригодны для употребления в пищу из-за плохих показателей роста и качества мяса, а для оплодотворения яиц требуются только те петухи, которые участвуют в программах разведения, они считаются ненужными для отрасли производства яиц и их обычно убивают вскоре после появления возможности определить пол цыплёнка, что происходит через несколько дней после вылупления (обычно через сутки).
То, что остаётся от выбракованных цыплят используется как удобрения или добавляется в корм для кошек.
В развитых странах немало организаций, ставящих своей целью «благополучие животных», поэтому выбраковка цыплят регулярно подвергается жёсткой критике.

## История
До выведения современных мясных пород бройлеров большинство цыплят-самцов (петушков) забивали на мясо, в то время как самок (молодок) содержали для производства яиц. Однако, как только промышленность успешно вывела отдельные гибриды, одни нацеленные на производство мяса, другие — яиц (это произошло в 1920-х — 1930-х годах), не стало причин держать самцов гибрида, производящего яйца. Как следствие, самцов кур-несушек начали убивать как можно скорее после вылупления и определения пола, чтобы уменьшить финансовые потери заводчика. Были разработаны методы для определения пола цыплят в максимально раннем возрасте.
В 2016 году американские производители яиц объявили о своей цели: к 2020 году иметь возможность определять пол развивающегося цыплёнка задолго до вылупления, чтобы можно было уничтожать яйца самцов, а не уже вылупившихся цыплят; однако в 2020 году они заявили, что «пока нет жизнеспособной альтернативы забою суточных цыплят мужского пола».
В ноябре 2018 года «первые в мире промышленные яйца без убоя» были представлены широкой публике в Берлине. В 2010-х годах учёные разработали технологию для определения пола цыплят, когда они еще находятся в яйцах (т. н. метод in-ovo sexing). Германия и Франция стали первыми странами в мире, запретившими все виды умерщвления цыплят с 1 января 2022 года, и призвали другие государства — члены ЕС сделать то же самое. Через некоторое время аналогичным образом поступила Италия.

## Методы
Методы убийства цыплят могут быть разными: перелом шеи, удушение газом или мацерация с использованием высокоскоростной мясорубки — последний метод используется наиболее часто, так как считается «самым гуманным», цыплёнок погибает менее чем за секунду.
- Мацерация (также называемая «измельчение», «шинковка» или «кромсание») — цыплята помещаются в большую высокоскоростную мясорубку[21].
- Удушение инертным газом[англ.] — цыплята помещаются в газовую камеру; также может использоваться углекислый газ для того, чтобы вызвать потерю сознания, а затем смерть[21]. Также используется вариант, когда большое количество цыплят помещается в пластиковые (мусорные) мешки[22], где они через некоторое время задыхаются от недостатка кислорода[23].
- Перелом шеи
- Убийство электричеством[24]

В Канаде подобная деятельность чётко регламентирована законом под названием «Кодекс практики по уходу за инкубационными яйцами, заводчиками, цыплятами и индюшками, и обращению с ними», опубликованным Национальным советом по уходу за сельскохозяйственными животными. Также в стране существует закон «Health of Animals Regulations», в котором данная тема прописана в разделе 72.5 (1). Отдельно прописаны методы «эвтаназии».
В США эта деятельность находится в ведении Американской ветеринарной медицинской ассоциации.
- Самцы цыплят, подготовленные к умерщвлению
- Некачественно измельчённые цыплята (кое-где видны уцелевшие головы). Полноценная мацерация должна быть мгновенной и полной.

## Статистика
- По всему миру ежегодно выбраковывается около 7 миллиардов цыплят-самцов (Poultry Site, 2015)[3]
  - 6 миллиардов (The Sydney Morning Herald, июнь 2016)[27], то же число приводит ресурс CNET (март 2019)[28].
  - 4—6 миллиардов (The Guardian, декабрь 2018)[14]
  - 20 крупнейших птицеводческих стран ежегодно убивают 3,2 миллиарда цыплят (Wouter Bruins, октябрь 2013)
- Австралия: более 12 миллионов цыплят-самцов выбраковывается ежегодно (оценка июня 2016)[27][6].
- Бельгия: более 15 миллионов цыплят-самцов выбраковывается ежегодно, 40 000 в день (оценка февраля 2020). Используется только удушение углекислым газом в два этапа: потеря сознания, затем смерть.
- Великобритания: 30—40 миллионов цыплят-самцов выбраковывается ежегодно (оценка ноября 2010, Viva![англ.]). В марте 2015 года спикер Британского совета по яичной промышленности заявил, что в стране используется только удушение цыплят газом, мацерация не применяется[21].
- Германия: более 50 миллионов цыплят-самцов выбраковывается ежегодно (оценка октября 2019). Основной метод — удушение газом. Около 45 миллионов (оценка ресурса bundesregierung.de на декабрь 2021)[29].
- Индия: более 180 миллионов цыплят-самцов выбраковывается ежегодно (оценка октября 2014)[23]. Довольно широко распространён дешёвый и жестокий способ — помещение цыплят в пластиковые мешки, где они через некоторое время задыхаются от недостатка кислорода[23]. С 2023 года зоозащитниками страны предпринимаются активные действия, чтобы прекратить умерщвление цыплят[30].
- Испания: 35 миллионов цыплят-самцов выбраковывается ежегодно (оценка марта 2020)[31].
- Канада: 22,5 миллионов цыплят-самцов выбраковывается ежегодно, примерно 62 000 в день (оценка декабря 2016)[32].
- Нидерланды: 45 миллионов цыплят-самцов выбраковывается ежегодно (оценка мая 2016)[33]. Основной метод — удушение газом[33].
- Новая Зеландия: ежегодно выбраковывается 2,5 миллиона (оценка апреля 2001) — 3 миллиона (оценка июня 2016) цыплят[34].
- США: 300 миллионов цыплят-самцов выбраковывается ежегодно (заявление Humane society[англ.], январь 2020)[35]. Associated Press в 2009 году говорила о 200 миллионах.
- Франция: 50 миллионов цыплят-самцов выбраковывается ежегодно (оценка февраля 2020)[36]. Также в производстве фуа-гра ежегодно отбраковывается около 16 миллионов утят-самок и гусят-самок[37]; 40 миллионов (оценка ассоциации защиты животных «L214», январь 2020)[38].
- Швейцария: около 3 миллионов цыплят-самцов выбраковывается ежегодно (оценка сентября 2019). Единственный метод — удушение газом, мацерация запрещена с 1 января 2020 года, хотя и до этого использовалась редко[39].
- Европейский союз: 300 миллионов цыплят-самцов выбраковывается ежегодно (оценка февраля 2022)[22]

## Протесты и постепенный отказ
Активисты «благополучия животных» утверждают, что многие из существующих практик умерщвления цыплят неэтичны. Защитники прав животных заявляют, что неправильно без необходимости эксплуатировать и убивать других разумных существ для производства пищи, включая цыплят.
В 2010-х годах учёные представили несколько технологий для определения пола цыплят, когда они еще находятся в яйцах (т. н. метод in-ovo sexing).
- Используется лазер, чтобы просверлить микро-отверстие в яичной скорлупе и проанализировать, как клетки крови яйца рассеивают этот свет, используя ближнюю инфракрасную рамановскую спектроскопию (Лейпцигский университет, 2015)[46].
- Технология CRISPR использует «пару молекулярных ножниц» для освещения цыплят мужского пола после зачатия и перед помещением в инкубатор для вылупления, что исключает возможность вылупления всех цыплят мужского пола[28].
- Весной 2021 года Нидерландская компания In Ovo представила машину для определения пола ещё не вылупившихся цыплят Ella, точность которой превышала 95 %. Здесь применяется метод извлечения небольшого количества жидкости из оплодотворенной яйцеклетки с помощью иглы и обнаружения биомаркера сабинеамина в этом образце с помощью масс-спектрометрии; процесс занимает менее одной секунды[47].

В 2013 году земля Германии Северный Рейн-Вестфалия издала указ, запрещающий инкубаторам убивать цыплят, против чего подали апелляцию два местных инкубатория по производству яиц. В законе Германии прописано, что «никто не должен причинять животному боль, страдание или вред без разумной причины», но суд низшей инстанции постановил, что «убийство для производства продуктов питания было разумным основанием». Это привело к оспариванию решения в Федеральном административном суде страны. Лишь в 2019 году этот суд постановил: нынешний способ выбраковки цыплят «нарушает законы страны, запрещающие убийство животных без уважительной причины», однако он разрешил инкубаториям продолжать выбраковку цыплят на временной основе до тех пор, пока не будут введены альтернативные методы, такие как определение пола цыплёнка до его вылупления.
С 2018 года некоторые крупные европейские производители, дистрибьюторы и розничные торговцы яйцами начали продавать свою продукцию, акцентируя внимание покупателей, что это — «яйца без убийства». REWE и Penny представили яйца под брендом Respeggt. С 2019 года такие яйца появились в немецких супермаркетах Edeka и французских Carrefour. С 2020 года — в Aldi. В Нидерландах первой сетью по продаже таких яиц стал Jumbo (с марта 2020 года), затем, с сентября того же года, — Coop.
В июле 2021 года главный исполнительный директор Respeggt Мартин Хаарман сказал: «Птицеводческая отрасль демонстрирует, что прислушалась к желанию общества больше не убивать цыплят-самцов… Итак, теперь потребитель должен решить, стоит ли ему платить более высокую цену [в 1 евроцент за яйцо], чтобы предотвратить гибель цыплят.» Также он добавил, что разведение цыплят-самцов в качестве будущих петухов на мясо экономически нецелесообразна и «является шагом назад как для благополучия животных, так и для окружающей среды».
Такие крупные производители яиц как United Egg Producers (США), Vital Farms (США), Albert Heijn (Нидерланды) рассматривают прекращение практики умерщвления цыплят, используя обтекаемые формулировки «как только это станет экономически целесообразным и альтернатива станет коммерчески доступной», «работоспособное, масштабное решение пока недоступно, но остаётся приоритетом и правильным поступком», «мы намерены выступать за прекращение выбраковки цыплят-самцов и поддерживать альтернативы, которые могут быть приняты в крупных масштабах», «мы внимательно следим за технологическими разработками, и когда это будет возможно с операционной точки зрения, мы сделаем это».